# Sun River Terrace
Sun River Terrace är en ort (village) i Kankakee County i Illinois. Vid 2010 års folkräkning hade Sun River Terrace 528 invånare.